# Мокрое (Серпуховский район)
Мокрое — деревня в Серпуховском районе Московской области. Входит в состав Дашковского сельского поселения (до 29 ноября 2006 года входила в состав Глазовского сельского округа).

## Население
| 2002 | 2006 | 2010 | 2015 |
| ---- | ---- | ---- | ---- |
| 12   | ↘10  | ↘7   | ↗16  |

## География
Мокрое расположено примерно в 21 км (по шоссе) на северо-запад от Серпухова, на безымянном ручье, притоке реки Нара, высота центра деревни над уровнем моря — 168 м. На 2016 год в деревне зарегистрировано 3 садовых товарищества.